# Torrent Mal (Moià)
El Torrent Mal és un torrent dels termes municipals de Moià, Castellcir i Castellterçol, a la comarca del Moianès.

## Recorregut

### Terme municipal de Moià
Es forma en el terme de Moià, al sud-est de la masia de les Closanes per la unió del torrent del Gomar amb un altre torrent més petit. Fent giragonses, avança cap al sud-oest, passa pel Gorg de les Olletes i travessa el paratge de les Toixoneres, deixant tota l'estona a ponent el Serrat de la Llebre. Poc després deixa a l'esquerra la Font de l'Alba i a la dreta, en acabat, la Cova Morta, ja a les envistes de la masia de la Tuta, que queda enlairada a llevant del torrent. Poc després, al sud-oest de la Tuta i just a ponent de les Roques Foradades troba el termenal dels termes de Moià i Castellcir.

El Torrent Mal, respecte del terme de Castellcir

### Límit entre els termes municipals de Moià i de Castellcir
Comença a fer de termenal just a llevant de les Nou Fonts, i continua cap al sud-oest fent amples meandres. Tot aquest tram a llevant del torrent, dalt de la carena, queda la Quintana de la Tuta. Continuant cap al sud-oest, deixa a l'esquerra la Font Bernada i el Sot de Font Bernada, i a la dreta primer el Camp de vol Les Humbertes, després el Pla de les Humbertes i finalment la masia de les Humbertes. Mentrestant, a l'esquerra es troba, ran del torrent, la Font Vella, i dalt de la carena, la Casa del Guarda i aflueixen en el torrent Mal el Sot del Cau de les Lloses, just abans de la Rompuda de l'Esteve, on queda el Verdeguer dalt de la carena, al sud-est.

### Límit entre els termes municipals de Moià i de Castellterçol
Al sud de les Humbertes s'acaba el termenal amb Moià i comença el de Castellterçol. El torrent deixa a l'esquerra l'extrem occidental del Serrat del Verdeguer i els paratges del Purgatori i del Cau del Toixó, i hi aflueix el Sot de la Barraca de Llaunes. Poc després, deixa a l'esquerra el Pla de Cavalls i la Font de les Basses, amb el Xaragall de la Font, i poc després, sempre a l'esquerra, el Pla de la Terma. Mentrestant, a la dreta deixa la masia de les Basses, així com la Quintana de les Basses, a llevant de la qual el torrent entra ja de ple en terme de Castellterçol.

### Terme municipal de Castellterçol
Ja dins de Castellterçol, deixa a l'esquerra la Baga de les Basses, damunt de la qual es troba la masia de la Serradora, i el Camp Gran de la Serradora, després del qual arriba per l'esquerra la riera de la Serradora. A la dreta queden el Camp de les Pereres, la masia de les Canals i la Font de les Canals, i ja més endavant, la Quintana de les Canals. De seguida, al sud del Molí de l'Oller, s'aboca en el torrent de la Fàbrega